# Краљевина Арагон
Краљевина Арагон (кат. Regne d'Aragó, лат. Regnum Aragoniae, шп. Reino de Aragón) настала је 1035. године, уједињењем грофовија Арагон, Собарбе и Рибагорза под Рамиром I, и траје све до 1516. године, када умире Фернандо Католички. Браком између Фернанда Католичког и Изабеле од Кастиље, ова два краљевства су уједињена. Краљевину Арагон не треба је мешати са круном Арагона, која је обухватала и друге територије — Кнежевину Каталонију (која је састављена од бивших Каталонских округа), Краљевину Валенсију, Краљевину Мајорку и друге поседе које су сада део Француске, Италија и Грчке — које су такође били под влашћу краља Арагона, али су административно били одвојени од Краљевине Арагона.
Године 1479, након смрти Хуана II од Арагона, круне Арагона и Кастиље су уједињене и формирале су језгро модерне Шпаније. Арагонске земље су, међутим, задржале аутономне парламентарне и административне институције, као што су Кортс, све док декрети Нуева Планта, које је Филип V од Шпаније прогласио између 1707. и 1715. године, након Рата за шпанско наслеђе, коначно нису то окончали.

## Историја

### Независно краљевство
Арагон је првобитно био каролиншки феудални округ око града Хаке, који је у првој половини 9. века постао вазална држава краљевства Памплона (касније Наварa), са сопственом династијом грофова која је окончана без мушког наследника 922. године. Име Арагон носи и река Арагон, која протиче поред Хаке. Могуће је да потиче од баскијског Aragona/Haragona што значи „добра горња долина“ (haran+goi+ona, где је haran = „долина“, goi = „горњи, висок“ и ona = добро). Алтернативно, могуће је да је назив изведен из назива раније римске провинције Hispania Tarraconensis.
Након смрти Санча III од Наваре 1035. године, Краљевина Навара је подељена на три дела: (1) Памплона и њено залеђе заједно са западним и приобалним баскијским областима, (2) Кастиља и (3) Собрарбе, Рибагорза и Арагон. Санчов син Гонзало наследио је Собрарбе и Рибаргорзу, док је његов ванбрачни син Рамиро добио Арагон, али је Гонзало убрзо убијен и сва земља коју је поседовао припала је његовом брату Рамиру, чиме је постао први фактички краљ Арагона, иако никада није користио ту титулу.
Поразивши свог брата Гарсију Санчеза III од Наваре, Рамиро је постигао независност Арагона. Његов син Санчо Рамирез, који је такође наследио краљевство Навару, први је себе назвао „краљем Арагона и Памплонеза“. Како су се арагонски домени ширили на југ, освајајући земљу од Ал Андалуса, главни град се преселио из Хаке у Хуеску (1096), а касније у Сарагосу (1118). Након што је Алфонсо I од Арагона умро без деце 1135. године, изабрани су различити владари за Навару и Арагон, и два краљевства су престала да имају истог владара. До 1285. најјужније области данашњег Арагона су одузете Маврима.

### Династичка унија са округом Барселона
Краљевина Арагон је дала име круни Арагона, створеној 1150. године династичком унијом која је настала браком принцезе од Арагона, Петрониле, и грофа од Барселоне, Рамона Беренгера IV. Њихов син Алфонсо II наследио је све територије којима су владали његов отац и мајка. Краљ Арагона је такође носио титулу грофа од Барселоне и владао територијама које су се састојале не само од садашње административне области Арагона, већ и од Каталоније, а касније и од краљевстава Мајорке, Валенсије, Сицилије, Напуља и Сардиније. Краљ Арагона је био директни владар арагонске области и носио је титуле грофа од Провансе, грофа од Барселоне, господара Монпељеа и војводе од Атине и Неопатрије. Свака од ових титула му је давала суверенитет над одређеним регионом, а те титуле су се мењале како је освајао и губио територије. У 14. веку, његова моћ је била у великој мери ограничена Арагонском унијом.

### Унија круна Арагона и Кастиље
Круна Арагона постала је део шпанске монархије након династичке уније са Кастиљом, која је подразумевала де факто уједињење два краљевства под заједничким монархом. Кућа Барселоне је држала круну до 1410. године, када је изумрла. Након тога, 1412. Арагонци су обезбедили избор кастиљанског принца, Фердинанда од Антекере, на упражњени арагонски престо, уз јаку каталонску опозицију. Један од Фердинандових наследника, Хуан II од Арагона (1458–1479), супротставио се преосталом каталонском отпору тако што је договорио да се његов наследник Фердинанд ожени Изабелом, наследницом Енрика IV од Кастиље. Године 1479, након смрти Хуана II, круне Арагона и Кастиље су уједињене и формирале су језгро модерне Шпаније. Међутим, арагонске територије су задржале своје аутономне парламентарне и административне институције, као што су управе, све до декрета Нуева Планте, које је између 1707. и 1715. године прогласио Филип V од Шпаније, након Рата за шпанско наслеђе. Де јуре декретима су окончане краљевине Арагон, Валенсија и Мајорка и Кнежевина Каталонија, и спојене са Кастиљом да би се званично формирало шпанско краљевство. Нови декрет Нуева Планте из 1711. вратио је нека права у Арагону, као што су Арагонска грађанска права, али је сачувао окончање политичке независности краљевства.
Претходна Краљевина Арагон остала је као административна јединица до 1833. године, када је подељена на три постојеће провинције. Након смрти Франциска Франка, Арагон је постао једна од аутономних заједница Шпаније 1982.

## Грофовија Арагон
Грофовија Арагон ј створена крајем 8. и почетком 9. века у планинском појасу централних Пиринеја ради одбране каролиншке Франачке државе против могућих маварских упада. Иако је у почетку био под туторством Франака, како се ширила тако се све више ослобађала франачког утицаја. Њен први самостални владар је био Азнар I Галиндез.
Браком између Андреготе, кћерке грофа Галинда I од Арагона, и краља Наваре, Гарсије Санчеза, дошло је до уједињења краљевине Наваре са грофовијом Арагон, која је задржала одређену самосталност.
Године 1035. Рамиро I, син Санча III од Наваре уједињује грофовије Арагон, Собрарбе и Рибагорза и оснива Краљевину Арагон, претворивши се у првог краља Арагона. Легитимитет нове династије успевају да постигну Санчо Рамирез и Педро I, ставивши краљевину под заштиту Свете столице. Тако је краљевина Арагон постала једна од западноевропских краљевина.

## Краљевина Арагон (1035)
Кад је краља Наваре, Санча Гарсеса је убио рођени брат (1076), становници Наваре, не желећи да им краљ буде братоубица, изабрали су Санча Рамиреза од Арагона за краља, који је тада припојио круну Памплоне круни Арагона.
Санчо Рамирез и Педро I водили су успешан рат против Мавара. Године 1095, Педро је освојио Уеску, 1101. освојио је Барбастро и Сарињену, а 1104. место Тамарите де Литера.
Под вођством Алфонсо I, и уз сарадњу француског племства освојени су били градови Тудела, Таразон, Калатајуд, Дарока и Сарагоса. Освајање Сарагосе 1118. године значило је пад маварског краљевства што је радикално променило социјалне структуре и духовне хоризонте малог краљевства горштака које је до тада био Арагон.
Пошто није имао наследника, Алфонсо I је тестаментом земљу оставио витешким редовима, али то у Арагону није било прихваћено. Његов брат, Рамиро II, монах, који је у то време био бискуп Рода-Барбастре, проглашен је за краља. У Навари, за краља је био изабран Гарсија Рамирез, чиме је дошло до одвајања краљевстава Арагона и Наваре.

## Уједињење Каталоније и Арагона
Рамиро II је оженио Инес Питу, француску удовицу племићког порекла, са којом је 11. августа 1136. добио ћерку Петронилу. Године 1137. Рамиро II је обезбедио наследника трона веривши Петронилу са грофом Рамона Беренгера IV од Барселоне. Брак је био закључен 1150, када је Петронила имала 14 година. Нешто касније Петронила је постала краљица, а Рамон Беренгер IV гроф Барселоне постао је принц Арагона, што је убрзало уједињење Арагона са Каталонијом. Рамиро II се вратио у манастир. Њихов син, Алфонсо II, био је први који је наследио титуле краљ од Арагона и гроф од Барселоне.

## Галерија слика
- Историјски грб Арагона
- Историјски барјак Арагона
- Локација Арагона у оквиру круне Арагона
- Петронила од Арагона и Рамон Беренгер IV, гроф од Барселоне приказани касније на слици из 16. века
- Палата Аљаферија